# Aequorea albida
Aequorea albida is een hydroïdpoliep uit de familie Aequoreidae. De poliep komt uit het geslacht Aequorea. Aequorea albida werd in 1862 voor het eerst wetenschappelijk beschreven door L. Agassiz. 